# ホテル・ルックス

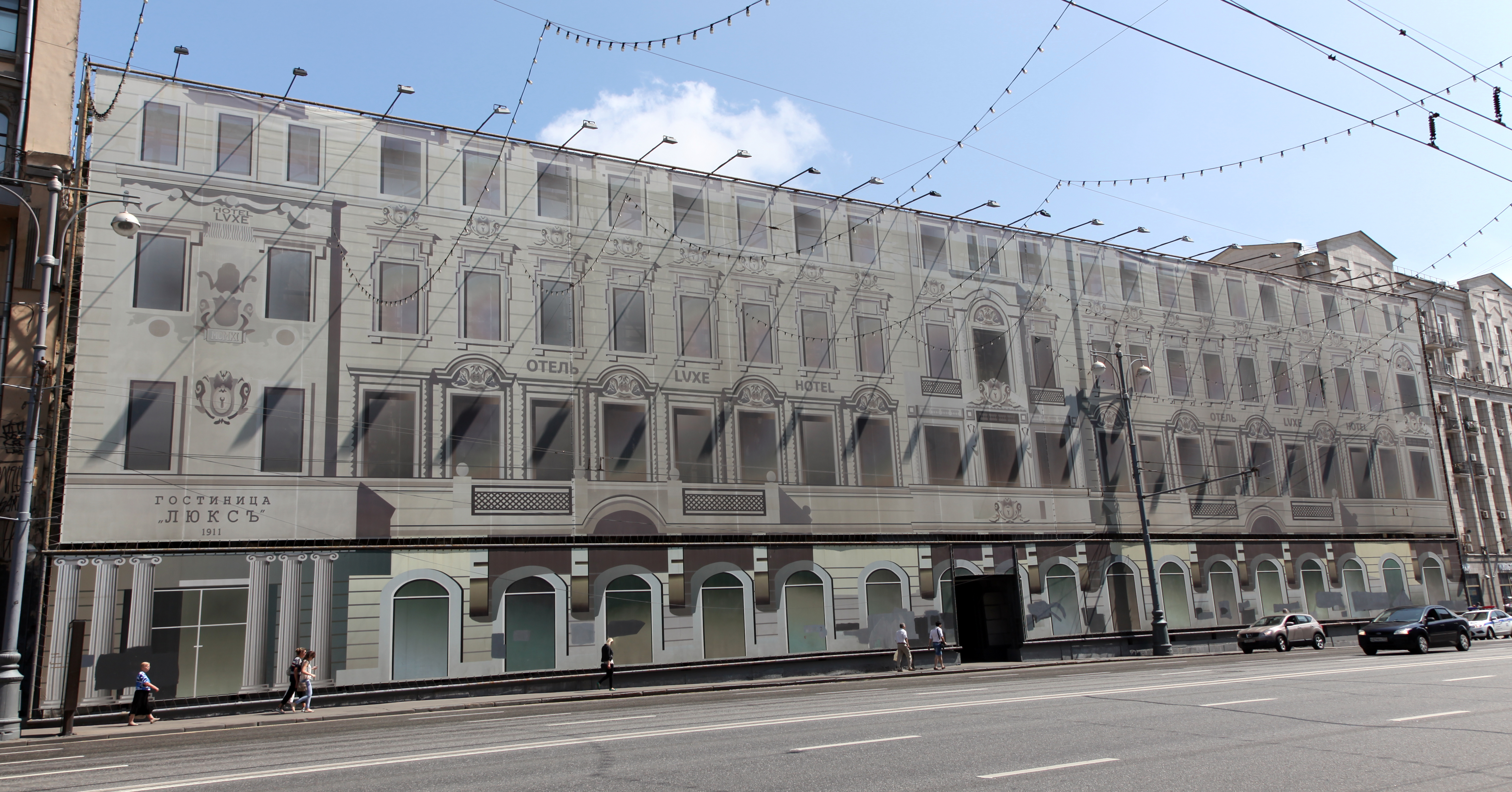
ホテル・ツェントラール（旧：ホテル・ルックス）修復中の様子。2013年撮影

ホテル・ルックス（ロシア語: Гостиница Люкс, 英語: Hotel Lux）は、モスクワのゴーリキー通り（現トヴェルスカヤ通り）10番地にあった、ソビエト連邦の初期時代における、コミンテルンの外国人宿舎である。
後に東側諸国の要人となる多くの人物が滞在していたことで知られる。たとえば、ヴィルヘルム・ピーク（ドイツ民主共和国（旧東ドイツ）初代大統領）、ヴァルター・ウルブリヒト（ドイツ民主共和国（旧東ドイツ）国家評議会議長）、チトー（ユーゴスラビア大統領）、ラーコシ・マーチャーシュ（ハンガリー共産党書記長・首相）、ホー・チ・ミン（ベトナム国家主席）、周恩来（中国首相）、等である。
労農赤軍本部第4局から日本に派遣されたスパイ、リヒャルト・ゾルゲとアイノ・クーシネンも、コミンテルンの職員だった時期にこのホテルに滞在しており、顔見知りでもあった。ゾルゲがホテルを去って10年後に、ふたりは日本で再会することとなる。
日本人の滞在者としては、片山潜が有名である。日本共産党代表で、長年にわたるホテル・ルックス居住者として、コミンテルンで最も知られた人物のひとりであった。

## 誕生
革命前、トヴェルスカヤ通り36番地に「フィリッポフの家」と呼ばれるモスクワでも有名なパン屋があった。世紀の変わり目のころに、パン屋の上に豪華なホテルが建てられ、玄関脇のパン屋のほかに、角にはレストランが併設された。十月革命のあと、ホテルはボリシェヴィキによって接収され、『ホテル・ルックス』という名前で、コミンテルンの外国人宿舎となった。
1921年6月22日から7月12日にかけて開催された第3回コミンテルン世界大会には、50か国以上の国から約600名の代表が出席し、その多くがホテル・ルックスに宿泊した。世界中の多くの革命家が集ったことで、ホテルは「世界革命本部」として知られることとなる。コミンテルン設立後は、多くの国の共産党指導者が滞在するようになり、コミンテルン関連の建物のうちで最も有名な建物となった。

## 増築
1933年に、5階建てだった建物に2つの階が上乗せされ、部屋の数も約300となった。1933年は、アドルフ・ヒトラーが権力を掌握し、政敵である共産主義者の逮捕を開始する年で、多くのドイツ人共産主義者の亡命に対処するための増築であった。住所表記もゴーリキー通り10番地に変更された。

## 設備
炊事場は各階に2か所ずつ、それぞれに6つのガスコンロと、中央にはひとつのテーブルがあった。トイレは数が少なく、男女用の区別がなかった。中二階の下に6つのシャワー室兼浴室があったが、ときに600人を超す住人を抱える建物としては十分とはいえなかった。浴室は、男女別の時間決め交代制で、「入浴券」が必要だった。
裏の中二階には診療所があり、すぐれた主任医師、シャルフマン博士がいた。建物のなかには保育園もあったが、子供たちはファースト・ネームしか使わず、誰の子供なのかを知らずに保母たちは世話をすることとなった。また、理髪室もあり、どちらかといえば、不潔であった。
裏側の中二階の暗い廊下には壁新聞が貼ってあり、たとえば、断水した原因とその後の顛末などの記事が手際よく編集され掲載されていた。また、部屋に設置されたスピーカーは、モスクワ放送の音楽、長ったらしい講演、あらゆる種類の声明を流していた。

## ネズミ
ホテルの全史を通じて、一貫して迫害を受け続けたのはネズミたちだった。ホテルの評判は上々であったが、早い時期からネズミによる被害が報告されている。警備員が毎晩のように棍棒で武装してネズミを追い回したが、ネズミがいなくなることはなかった。

## プロプスク
ホテルの奥に入るには、エレベータ脇のガラスの箱に詰めていた警備員に、「プロプスク」と呼ばれる通行証を提示する必要があった。コミンテルン関係者のものは赤い表紙で、その他の宿泊者や職員のものは灰色であった。顔見知りの住人であっても、プロプスクが提示されないかぎり、警備員はその人物を通さなかった。
訪問者は、ホールの右奥にある「ストル・プロプスコフ」へ行き、この小部屋の窓口にいる係員に訪問先を告げる必要があった。係員の女性は、訪問者の身分証を預かり、電話で訪問先の都合を問い合わせ、問題がなければ、複写式の用紙に、両者の指名、部屋番号、日時を記入した。身分証が返却されるのは、訪問先のサインのある用紙と引き換えにであった。
抜け道がないわけではなかった。ゴーリキー通りに面した正面玄関では常にプロプスクの提示が要求されたが、ネミロヴィチャ街に面した裏口ではときたまでしかなく、しかもそこは開けっ放しであることが珍しくなかった。

## 夜の訪問者
1934年12月のセルゲイ・キーロフ暗殺事件のあと、ヨシフ・スターリンは、共産党から「人民の敵」を一掃するためのキャンペーンを開始する。1936年に始まる大粛清は、ホテル・ルックスをも巻き込み、1936年から1938年にかけて、内務人民委員部(NKVD)によって、多くの住人が逮捕された。
ホテル・ルックスの住人のなかで最大の比率を占めるドイツ人に関して、内務人民委員部(NKVD)は大規模な動員を行い、「ゲシュタポが取りこぼしたドイツ共産党(KPD)関係者はすべて内務人民委員部(NKVD)が捕まえた」と囁かれるほどであった。
逮捕に理由は必要ではなかった。ある夜、内務人民委員部(NKVD)の係官がフランツ・ラングの部屋のドアをノックした。命令されたとおりに部屋の外で待っていると、戻ってきた係官が「どうしてここに立っているのか」と尋ねた。「命令に従ったまでだ」と答えたラングに部屋番号を尋ね、「13号室」という答えを聞くと、「今夜は偶数番号だけだ」と係官は言った。驚いたラングはベッドに戻り、係官が再びドアをノックすることはなかった。
1940年8月にレフ・トロツキーが暗殺されたあと、ホテル・ルックスでの粛清はやみ、亡命者たちにはしばしの休息がもたらされた。

## 終焉
1954年、農業博覧会のためにホテルが必要となったときに、最後の政治的住人がホテルを去り、ホテル・ルックスは普通のホテルとなった。名称もホテル・ツェントラールに変更された。
通りの名前はのちにトヴェルスカヤ通りに戻されたが、番地はゴーリキー通りのときと同じ10番地のままであった。

## 遺産
かつての住人の多くが、報告書、記事、回想録など、ホテル・ルックスに関する記述を残している。粛清の前の報告は楽観的だが、ネズミの被害については最初期から言及されている。
1978年に、ルート・フォン・マイエンブルクが、ホテル・ルックスの歴史を記述する最初の本を出版した。

## 映画
- 『ホテル・ルックス（ドイツ語版）』(2011年) レアンダー・ハウスマン（ドイツ語版）監督、ミヒャエル・ヘルビヒ（ドイツ語版）主演、ドイツ映画、2012年1月に東京ドイツ文化センターで上映。バイエルン映画賞2012作品賞[3]。

## ホテル・ルックスのかつての住人たち
- オットー・ヴィンツァー - ドイツ人。ドイツ共産党(KPD)幹部、ドイツ民主共和国(DDR)外務大臣、ドイツ社会主義統一党(SED)高級幹部。妻エルナはコミンテルン職員。
- ヘルベルト・ヴェーナー - ドイツの政治家。第二次世界大戦前はドイツ共産党(KPD)、第二次世界大戦後はドイツ社会民主党(SPD)に所属。ドイツ連邦共和国(旧西ドイツ)で全ドイツ問題担当大臣、ドイツ連邦議会(SPD)議員団長。
- ヴラホフ一家 - 父親ディミトリはマケドニアの革命家。息子グスタフはユーゴスラビア外交官。最も有名なホテル・ルックス在住家族のひとつ。
- ヴァルター・ウルブリヒト - ドイツの政治家。ドイツ社会主義統一党(SED)第一書記、ドイツ民主共和国(DDR)国家評議会議長。ドイツ民主共和国(DDR)の建国と初期の発展に中心的な役割を果たした。
- 王明 - 中国人。中国共産党中央委員会総書記。
- 片山潜 - 日本人。日本共産党代表。1933年11月5日、モスクワで死去。葬儀では、ミハイル・カリーニン、ヨシフ・スターリン、ヴィルヘルム・ピーク、クン・ベーラ、野坂参三などが棺に付き添った。遺骨はクレムリン宮殿の壁に埋葬された。
- アイノ・クーシネン - フィンランド人。看護婦。コミンテルン職員。オットー・クーシネンの妻。「コミンテルンいちばんのコケティッシュな猫」(フリッツ・グラウバウフ)。労農赤軍本部第4局から日本に派遣された。モスクワへ戻ったあと逮捕され、17年間にわたる刑務所と強制労働収容所での生活ののち、釈放された。釈放後、フィンランドへ戻り、回想録『神はその天使を破滅させる : スターリン体制に生きて』を執筆した。
- オットー・クーシネン - フィンランド人。ソビエト連邦の政治家。共産党、政府の最高指導部において、重要な地位を占め、1964年の死亡時には、ソビエト連邦史上最大級の国葬で送られた。アイノ・クーシネンの夫。ヨシフ・スターリンによる粛清のなか、逮捕された妻を助けようとしなかったことで、夫婦関係の破局は決定的なものとなった。
- アントニオ・グラムシ - イタリアの政治家。イタリア共産党の創設に参加。獄中で書かれた浩瀚な著作は、優れたマルクス主義理論家であることを示し、多くの影響を与えた。
- リヒャルト・ゾルゲ - ドイツ人。コミンテルン職員。労農赤軍本部第4局から日本に派遣され、諜報活動を行った。ゾルゲ事件の首謀者。1944年11月7日のロシア革命記念日に巣鴨拘置所で処刑。雑司ヶ谷霊園の共同墓地に埋葬されたが、のちに石井花子が見つけ出し、多磨霊園へ改葬した。
- クン・ベーラ - ハンガリーの政治家。ハンガリー評議会共和国の樹立に指導的な役割を果たした。ハンガリー評議会共和国崩壊後は、オーストリアに亡命し、その後モスクワへ移り、コミンテルンのために働いた。ヨシフ・スターリンによる大粛清の時期に逮捕され、処刑された。
- クレメント・ゴットワルト - チェコスロバキアの政治家。チェコスロバキア共産党の指導者。党書記長（1929年-1945年）、チェコスロバキア共和国首相（1946年-1948年）、チェコスロバキア大統領（1948年-1953年）。
- ヴルコ・チェルヴェンコフ - ブルガリアの政治家。党書記長（1949年-1954年）、ブルガリア人民共和国首相（1950年-1956年）。
- 周恩来 - 中華人民共和国の政治家。中華人民共和国建国以来、死去するまで首相を務めた。1917年に、日本へ留学。
- ヨシップ・ブロズ・チトー - ユーゴスラビアの政治家。第二次世界大戦以降、ユーゴスラビアに最も影響を与えた政治家として知られる。1937年、共産党書記長。 1963年、終身大統領。
- ゲオルギ・ディミトロフ - ブルガリアの政治家。1933年、ドイツ国会議事堂放火事件の裁判における輝かしい登壇によって世界の注目を集め、翌年、釈放された。コミンテルン書記長（1935年-1943年）。第二次世界大戦終結後、ブルガリアに帰国。首相（1946年-1946年）。
- エルンスト・テールマン - ドイツの政治家。ドイツ共産党（KPD）議長。アドルフ・ヒトラーによる政権掌握後に逮捕され、裁判抜きで刑務所そして強制収容所へ。後に、ブーヘンヴァルト強制収容所で殺害された。
- パルミーロ・トリアッティ - イタリアの政治家。イタリア共産党創設者のひとり。アントニオ・グラムシが投獄された後、イタリア共産党を率い、「サレルノの転換」へ導いた。
- モーリス・トレーズ - フランスの政治家。フランス共産党書記長（1930年-1964年）。
- ナジ・イムレ - ハンガリーの政治家。首相（1953年-1955年）。ラーコシ・マーチャーシュによって政治生活から追放されたが、ハンガリー動乱によってラーコシ政権が倒れた後、再び首相となった。ソ連軍の進攻に抵抗したが、拘束され、KGBによる秘密裁判の結果、処刑された。
- ボレスワフ・ビェルト - ポーランドの政治家。ポーランド共和国大統領（1947年-1952年）。首相（1952年-1954年）。ポーランド統一労働者党書記長（1948年-1956年3月12日）。
- ヴィルヘルム・ピーク - ドイツの政治家。ドイツ共産党創設者のひとり。ドイツ民主共和国（旧東ドイツ）初代大統領。
- ホー・チ・ミン - ベトナム民主共和国の政治家。初代ベトナム民主共和国主席、ベトナム労働党中央委員会主席。ベトナム人民からは『ホーおじさん』の愛称で親しまれた。
- ラーコシ・マーチャーシュ - ハンガリーの政治家。ハンガリー共産党書記長・首相。